# Tweltenberge

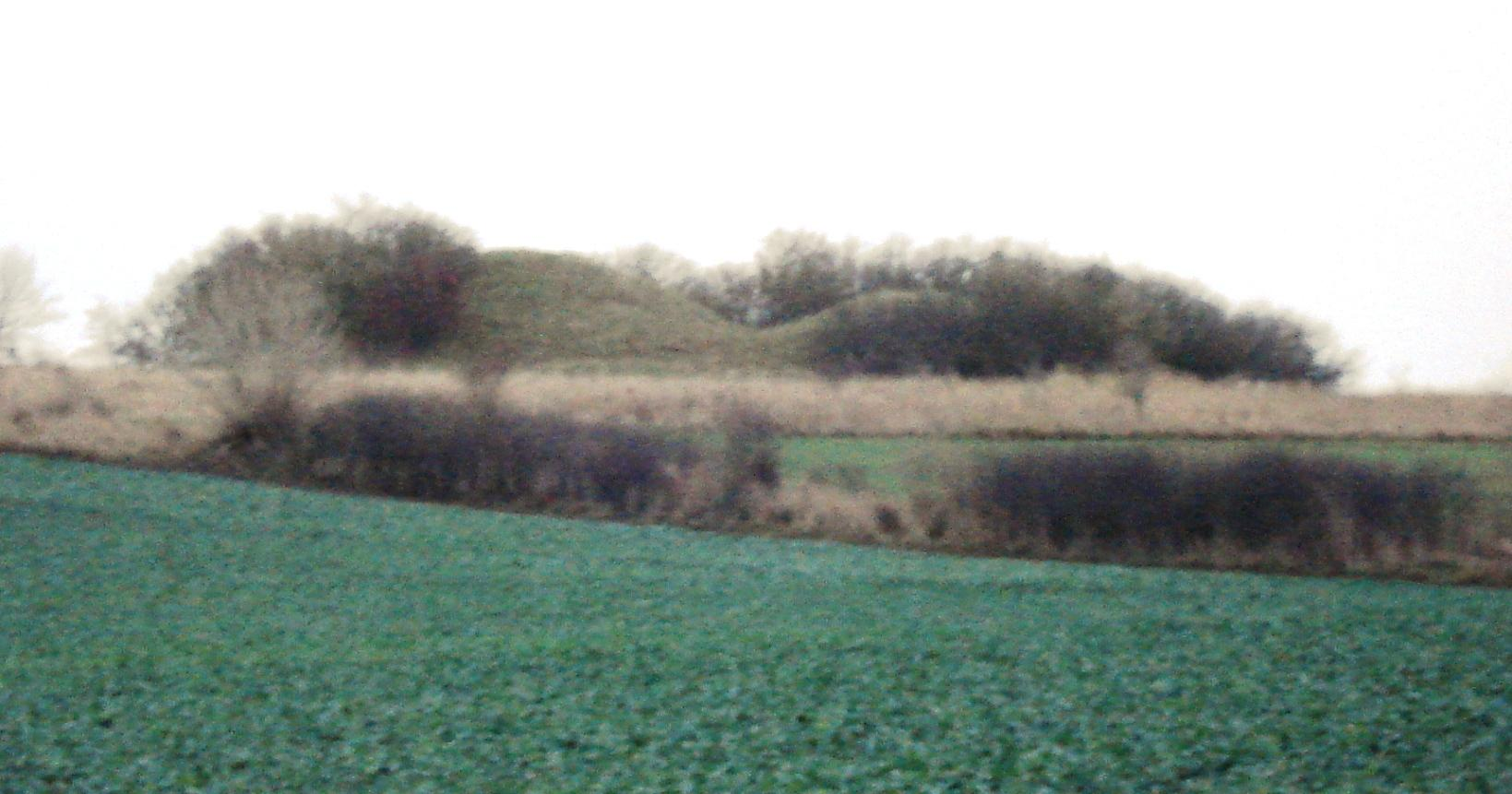
Die Grabhügel „Tweltenberge“

Der Tweltenberge ist ein bronzezeitlicher Grabhügel (bzw. eine Gruppe) in der Gemeinde Heiligenhafen im Kreis Ostholstein in Schleswig-Holstein. Er befindet sich auf einer Wiese etwa 200 Meter westlich der Straße zwischen Dazendorf und Heiligenhafen. Er ist oval und ungefähr 30 Meter lang.
Der Tweltenberge wurde am 19. November 1938 als Naturdenkmal geschützt (da ein Schutz über den Denkmalschutz damals nicht möglich war) – mittlerweile steht der Grabhügel auch unter Denkmalschutz. Auf dem Tweltenbergen wächst eine seltene, einen Kalkhalbtrockenrasen bildende Pflanzengemeinschaft.
In der Nähe befindet sich der Grabhügel Struckberg.